# Acraea astrigera
Acraea astrigera är en fjärilsart som beskrevs av Butler 1899. Acraea astrigera ingår i släktet Acraea och familjen praktfjärilar. Inga underarter finns listade i Catalogue of Life.